# Anagallis tsaratananae
Anagallis tsaratananae là một loài thực vật có hoa trong họ Anh thảo. Loài này được M.Peltier mô tả khoa học đầu tiên năm 1981.